# Let Me Love You (DJ Snake)
"Let Me Love You" is een nummer van de Franse elektronische muziekproducent DJ Snake samen met de Canadese zanger Justin Bieber als de derde single van DJ Snakes debuutalbum Encore. Het nummer is geschreven door DJ Snake, Bieber, Andrew Watt, Ali Tamposi, Brian Lee en Louis Bell. "Let Me Love You" werd op 5 augustus 2016 uitgebracht door Interscope Records.

## Achtergrondinformatie
In de Verenigde Staten kwam het nummer binnen op de twaalfde plek in de Billboard Hot 100. In de Digital Songs Chart piekte het nummer op de nummer 1-positie en werd daarmee DJ Snakes eerste nummer 1-hit en Biebers zesde nummer 1-hit. In 2016 stond het nummer op de tweede plek in de Dance 15 van The X Vibe, een jaarlijkse hitlijst met de populairste dancenummers van het jaar.

## Hitnoteringen

### Nederlandse Top 40
| Hitnotering: 20-08-2016 t/m | Hitnotering: 20-08-2016 t/m | Hitnotering: 20-08-2016 t/m | Hitnotering: 20-08-2016 t/m | Hitnotering: 20-08-2016 t/m | Hitnotering: 20-08-2016 t/m | Hitnotering: 20-08-2016 t/m | Hitnotering: 20-08-2016 t/m | Hitnotering: 20-08-2016 t/m | Hitnotering: 20-08-2016 t/m | Hitnotering: 20-08-2016 t/m | Hitnotering: 20-08-2016 t/m | Hitnotering: 20-08-2016 t/m | Hitnotering: 20-08-2016 t/m | Hitnotering: 20-08-2016 t/m | Hitnotering: 20-08-2016 t/m | Hitnotering: 20-08-2016 t/m | Hitnotering: 20-08-2016 t/m | Hitnotering: 20-08-2016 t/m | Hitnotering: 20-08-2016 t/m | Hitnotering: 20-08-2016 t/m |    |    |    |    |     |
| Week:                       | 1                           | 2                           | 3                           | 4                           | 5                           | 6                           | 7                           | 8                           | 9                           | 10                          | 11                          | 12                          | 13                          | 14                          | 15                          | 16                          | 17                          | 18                          | 19                          | 20                          | 21 | 22 | 23 | 24 | uit |
| --------------------------- | --------------------------- | --------------------------- | --------------------------- | --------------------------- | --------------------------- | --------------------------- | --------------------------- | --------------------------- | --------------------------- | --------------------------- | --------------------------- | --------------------------- | --------------------------- | --------------------------- | --------------------------- | --------------------------- | --------------------------- | --------------------------- | --------------------------- | --------------------------- | -- | -- | -- | -- | --- |
| Positie:                    | 37                          | 32                          | 29                          | 24                          | 20                          | 14                          | 9                           | 4                           | 1                           | 2                           | 4                           | 5                           | 7                           | 8                           | 5                           | 4                           | 6                           | 8                           | 10                          | 13                          | 19 | 24 | 30 | 36 | uit |

### NederlandseSingle Top 100
| Hitnotering: 13-08-2016 t/m | Hitnotering: 13-08-2016 t/m | Hitnotering: 13-08-2016 t/m | Hitnotering: 13-08-2016 t/m | Hitnotering: 13-08-2016 t/m | Hitnotering: 13-08-2016 t/m | Hitnotering: 13-08-2016 t/m | Hitnotering: 13-08-2016 t/m | Hitnotering: 13-08-2016 t/m | Hitnotering: 13-08-2016 t/m | Hitnotering: 13-08-2016 t/m | Hitnotering: 13-08-2016 t/m | Hitnotering: 13-08-2016 t/m | Hitnotering: 13-08-2016 t/m | Hitnotering: 13-08-2016 t/m | Hitnotering: 13-08-2016 t/m | Hitnotering: 13-08-2016 t/m | Hitnotering: 13-08-2016 t/m | Hitnotering: 13-08-2016 t/m | Hitnotering: 13-08-2016 t/m | Hitnotering: 13-08-2016 t/m |
| Week:                       | 1                           | 2                           | 3                           | 4                           | 5                           | 6                           | 7                           | 8                           | 9                           | 10                          | 11                          | 12                          | 13                          | 14                          | 15                          | 16                          | 17                          | 18                          | 19                          | 20                          |
| --------------------------- | --------------------------- | --------------------------- | --------------------------- | --------------------------- | --------------------------- | --------------------------- | --------------------------- | --------------------------- | --------------------------- | --------------------------- | --------------------------- | --------------------------- | --------------------------- | --------------------------- | --------------------------- | --------------------------- | --------------------------- | --------------------------- | --------------------------- | --------------------------- |
| Positie:                    | 18                          | 4                           | 2                           | 2                           | 2                           | 1                           | 1                           | 1                           | 1                           | 1                           | 1                           | 1                           | 2                           | 4                           | 5                           | 7                           | 9                           | 9                           | 8                           | 9                           |

### NederlandseMega Top 50
| Hitnotering: 13-08-2016 t/m | Hitnotering: 13-08-2016 t/m | Hitnotering: 13-08-2016 t/m | Hitnotering: 13-08-2016 t/m | Hitnotering: 13-08-2016 t/m | Hitnotering: 13-08-2016 t/m | Hitnotering: 13-08-2016 t/m | Hitnotering: 13-08-2016 t/m | Hitnotering: 13-08-2016 t/m | Hitnotering: 13-08-2016 t/m | Hitnotering: 13-08-2016 t/m | Hitnotering: 13-08-2016 t/m | Hitnotering: 13-08-2016 t/m | Hitnotering: 13-08-2016 t/m | Hitnotering: 13-08-2016 t/m | Hitnotering: 13-08-2016 t/m | Hitnotering: 13-08-2016 t/m | Hitnotering: 13-08-2016 t/m | Hitnotering: 13-08-2016 t/m | Hitnotering: 13-08-2016 t/m | Hitnotering: 13-08-2016 t/m |
| Week:                       | 1                           | 2                           | 3                           | 4                           | 5                           | 6                           | 7                           | 8                           | 9                           | 10                          | 11                          | 12                          | 13                          | 14                          | 15                          | 16                          | 17                          | 18                          | 19                          | 20                          |
| --------------------------- | --------------------------- | --------------------------- | --------------------------- | --------------------------- | --------------------------- | --------------------------- | --------------------------- | --------------------------- | --------------------------- | --------------------------- | --------------------------- | --------------------------- | --------------------------- | --------------------------- | --------------------------- | --------------------------- | --------------------------- | --------------------------- | --------------------------- | --------------------------- |
| Positie:                    | 32                          | 15                          | 2                           | 2                           | 2                           | 1                           | 1                           | 1                           | 1                           | 1                           | 1                           | 1                           | 1                           | 2                           | 2                           | 3                           | 6                           | 7                           | 8                           |                             |